# Гідронасос

Рух рідини у зовнішньому зубчастому насосі

Гідронасос (рос. гидронасос; англ. hydraulic pump; нім. Wasserpumpe f) — вид насоса, гідромашина, призначена для створення напрямленого потоку рідини.

## Загальний опис
Гідравлічні насоси використовуються в системах гідравлічного привода і можуть бути гідростатичними або гідродинамічними. Гідравлічний насос — це механічне джерело живлення, яке перетворює механічну потужність у гідравлічну енергію (гідростатичну енергію, тобто витрату, тиск). Він генерує потік з достатньою потужністю для подолання тиску, викликаного навантаженням на виході насоса. Коли працює гідравлічний насос, він створює вакуум на вході насоса, який змушує рідину текти з резервуара у вхідну лінію до насосу, а за допомогою механічного впливу подає цю рідину на випускний отвір насоса і вводить його в гідравлічну систему. Гідростатичні насоси — це позитивні насоси для зсуву, тоді як на гідродинамічних насосах можуть бути зафіксовані змінні насоси, в яких течію через насос неможливо регулювати, або змінні насоси, що мають складніші конструкції. Гідродинамічні насоси частіше зустрічаються у повсякденному житті. Гідростатичний насос різного типу працює за принципом правила Паскаля. Воно стверджує, що збільшення тиску в одній точці закритої рідини в рівновазі спокою рівномірно передається в усі інші точки рідини, якщо тільки не буде ефекту сили тяжіння (у випадку статики).

## Інтернет-ресурси
- External gear pump description
- Internal gear pump description
- Найчастіші поломки в гідронасосах

- Mechanical efficiency description [Архівовано 21 січня 2018 у Wayback Machine.]
- Hydraulic efficiency description [Архівовано 21 січня 2018 у Wayback Machine.]